# Bräsera

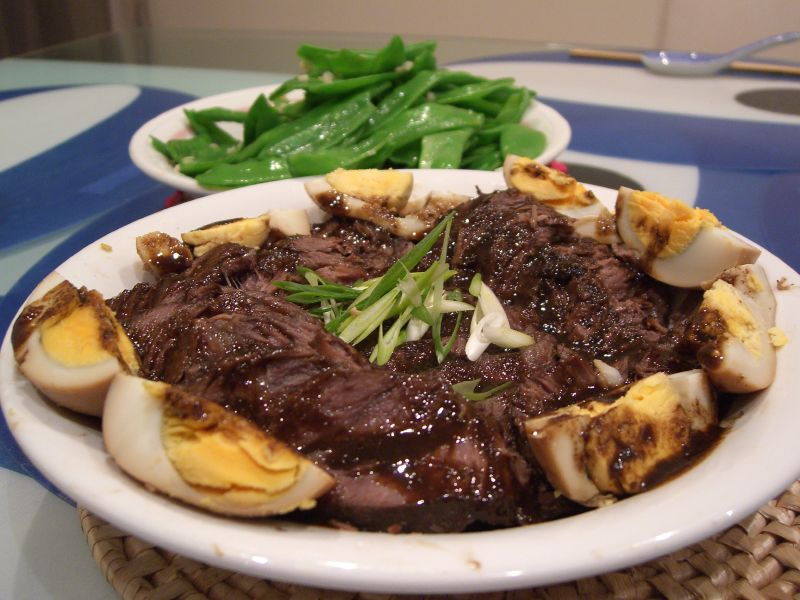
Bräserad oxkind med stjärnanis, ägg och sojasås.

Bräsera (av franskans "braiser" - "rosta på glöd") innebär att man först bryner råvaran för att den sedan skall få koka med lite vätska under lock. Detta gör att vätskan stannar kvar i kärlet och att smakerna koncentreras i den lilla mängd vätska som finns. Det är en kombinationsmetod av torr och fuktig hetta. Bräsering används ofta för kött då det blir mörare eftersom kollagen bryts ned effektivt.